# The Boys (historieta)
The Boys es una serie de cómic de autor estadounidense, escrita por Garth Ennis y dibujada por Darick Robertson. Se publicó originalmente a través de Wildstorm antes de trasladarse a Dynamite Entertainment. Norma Editorial publica la edición española traducida y Panini Comics la edición para México.
La serie está situada en un mundo contemporáneo donde los superhéroes existen. Sin embargo, la mayoría de los superhéroes en el universo de la serie están corrompidos a causa de su estatus de celebridades y a menudo muestran una conducta temeraria y despreciativa hacia la gente normal. Por esta razón, un equipo de la CIA sin superpoderes, conocido informalmente como "The Boys", se ocupa de monitorizar y controlar (usando la intimidación, el chantaje y la violencia) a la comunidad superheróica.
Ennis ha comentado que la serie "des-predicadorizará" Predicador, la serie que le lanzó al estrellato en el mundo del cómic, posiblemente refiriéndose a que la extrema violencia y sexualidad de las que "The Boys" hace gala hará que su anterior trabajo Predicador no parezca tan fuerte en comparación.
En una entrevista, publicada en noviembre de 2010, Ennis declaró que la serie podría durar más de 72 números, duración que finalmente alcanzó a su término.

## Historia de publicación
Los primeros seis números de The Boys fueron lanzados por Wildstorm, comenzando su publicación en 2006. En enero de 2007, la serie fue bruscamente cancelada en su sexta entrega.
Ennis explicaría posteriormente que esto se debía a que DC Comics (Empresa que poseía el sello Wildstorm antes de que éste fuera desmantelado) no estaba contenta con el tono anti-superheróico de la serie.
El número de lanzamientos inicialmente planeado también se canceló. Robertson dijo que "DC lo está haciendo bien liberando nuestros derechos para que podamos encontrar un nuevo editor y estamos inmersos en ese proceso ahora".
Ennis hizo entonces una declaración hablando de que otros editores habían expresado interés, y que se publicarían el número 7 y un recopilatorio con las seis primeras entregas.
Aunque Darick Robertson tenía un contrato de exclusividad con DC, le fueron dados permisos especiales para poder continuar trabajando en "The Boys".

En febrero de 2007, la serie fue adquirida por Dynamite Entertainment y reanudó su publicación en mayo. El recopilatorio de los seis primeros números también se puso a la venta, con prólogo de Simon Pegg (cuya apariencia sirvió como modelo para uno de los personajes de la serie, Hughie).
En febrero de 2009, Dynamite anunció un spin-off en forma de miniserie, Herogasmo, con dibujo de John McCrea, con quien Ennis había trabajado en numerosas ocasiones, y Keith Burns, un amigo de McCrea, de quien éste dijo: "Los puntos fuertes de Keith son mis debilidades y viceversa".
La miniserie es la versión "The Boys" de las "grandes sagas" comunes en los cómics de superhéroes, pero según Ennis "aunque estemos haciendo una visión basada en la noción de crossovers masivos en un universo compartido, no nos estamos metiendo con 'Crisis' (DC Comics), 'Secret Wars' (Marvel), 'Countdown' o cualquiera en particular".
La idea para la miniserie surgió porque, aunque la primera parte de la historia no está relacionada con el grupo y se enfoca en los superhéroes, lo que en ella sucede tiene un impacto en la serie principal.

El papel secundario de nuestro héroe al principio de la historia gradualmente va alterando su dinámica, hasta que algo pasa en el #4 que lleva las cosas por una tangente completamente inesperada. Después de eso, las cosas se mueven realmente rápido, y al final habremos visto sucesos que cambiarán el mundo de The Boys para bien. Empezaremos a enfocarnos en los efectos de esto sobre el número 31 de la serie regular.

## Premios
- 2008: Nominada a mejor serie continuada en los Premios Eisner.[11]
- 2009: Nominada a cómic del año de menos de 3 dólares en los Premios Gem de Diamond Comic Distributor.[12]
- 2010: Nominada a mejor cómic o novela gráfica 2010 en los Premios Scream.[13]

## En otros medios

### Serie de televisión
La historia fue adaptada como serie de televisión por Amazon Studios. La serie, desarrollada por Eric Kripke, se estrenó el 26 de julio de 2019 en Amazon Prime Video.

### Entrevistas
- Interview with Robertson about the series, marzo de 2006. Entrevista con Darick Robertson.
- Darick Robertson: Just One of The Boys, 21 de noviembre de 2006. Entrevista con Darick Robertson.
- "The Boys" Are Back in Town: Ennis & Robertson Speak, Comic Book Resources, 19 de abril de 2007. Entrevista sobre el cambio de editores y el futuro de la colección.

- Datos: Q2352966